# Joel Broyhill

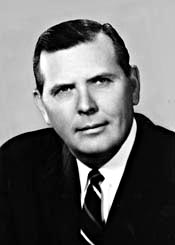
Joel Broyhill

Joel Thomas Broyhill (* 4. November 1919 in Hopewell, Virginia; † 24. September 2006 in Arlington, Virginia) war ein US-amerikanischer Politiker (Republikanische Partei).

## Leben
Joel Thomas Broyhill besuchte öffentliche Schulen und die Fork Union Military Academy. Dann ging er zwischen 1939 und 1941 auf die George Washington University. Broyhill trat im Februar 1942 in die US-Army ein, wo er den Dienstgrad eines Captains in der 106. Infanteriedivision bekleidete. Er wurde nach Europa versetzt, wo man ihn bei der Ardennenoffensive gefangen nahm. Nach sechs Monaten in einem deutschen Gefangenenlager konnte er fliehen und sich den vorrückenden amerikanischen Truppen anschließen. Nach vier Jahren Dienstzeit wurde er am 1. November 1945 aus dem aktiven Dienst entlassen. Er kehrte im gleichen Jahr in die Vereinigten Staaten zurück, wo er im Bauunternehmen seines Vaters, M. T. Broyhill & Sons, zu arbeiten anfing. In der nachfolgenden Zeit war er Präsident der Handelskammer von Arlington County und hatte den Vorsitz über die Arlington County Planning Commission.
Broyhill wurde in den 83. US-Kongress gewählt und in die zehn nachfolgenden US-Kongresse wiedergewählt. Er war im US-Repräsentantenhaus vom 3. Januar 1953 bis zu seinem Rücktritt am 31. Dezember 1974 tätig. Bei seinem Wiederwahlversuch 1974 in den 94. Kongress erlitt er eine Niederlage. Während seiner Zeit im US-Abgeordnetenhaus gehörte Broyhill zu den Unterzeichnern des Southern Manifesto, einem Protestschreiben, das sich gegen die Aufhebung der Rassentrennung (Desegregation) aussprach.